# Marquess of Annandale

Wappen des Marquess of Annandale

Marquess of Annandale war ein erblicher britischer Adelstitel in der Peerage of Scotland, benannt nach der schottischen Gegend Annandale.

## Verleihung und nachgeordnete Titel
Der Titel wurde am 24. Juni 1701 an William Johnstone, 2. Earl of Annandale and Hartfell verliehen. Die Verleihung erfolgte zusammen mit den nachgeordneten Titeln Earl of Hartfell, Viscount of Annand und Lord Johnston of Lochwood, Lochmaben, Moffatdale and Evandale, alle in der Peerage of Scotland.
Von seinem Vater hatte er bereits am 17. Juli 1672 die diesem am 13. Februar 1661 in der Peerage of Scotland verliehenen Titel Earl of Annandale and Hartfell, Viscount of Annand und Lord Johnston of Lochwood, Lochmaben, Moffatdale and Evandale geerbt.
Das Marquessate erlosch beim Tod des 3. Marquess am 29. April 1792 bzw. ruht seither da bislang niemand seinen Erbanspruch auf den Titel wirksam beweisen konnte.

## Marquesses of Annandale (1701)
- William Johnstone, 1. Marquess of Annandale (1664–1721)
- James Johnstone, 2. Marquess of Annandale (um 1687–1730)
- George van den Bempdé-Johnstone, 3. Marquess of Annandale (1720–1792)